# Leucaspis podocarpi
Leucaspis podocarpi är en insektsart som beskrevs av Green 1929. Leucaspis podocarpi ingår i släktet Leucaspis och familjen pansarsköldlöss. Inga underarter finns listade i Catalogue of Life.